# Theristus orientalis
Theristus orientalis is een rondwormensoort uit de familie van de Xyalidae. De wetenschappelijke naam van de soort is voor het eerst geldig gepubliceerd in 2005 door Gagarin & Thanh.